# Оперативный псевдоним (телесериал)
«Оперативный псевдоним» — российский детективно-приключенческий телесериал. Режиссёр Игорь Талпа, сценаристы Игорь Талпа и Данил Корецкий. По мотивам произведений Данила Корецкого «Оперативный псевдоним» (1-6 серии) и «Подставная фигура» (7-12 серии). Речь в сериале идёт об интересном мужчине, который ранее находился в психиатрической больнице, а теперь живёт в маленьком городке. Этот мужчина странный, замысловатый и хорошо разбирается в технике. Вскоре его сбивает автомобиль работника банка, и начинается действительно захватывающая история. Сбивший его человек становится заинтересованным в Сергее как в ценном работнике, и приглашает его на работу в банк. Тот соглашается, и его жизнь в корне изменяется. Но Сергей ничего не помнит после аварии, и желает узнать, кто он.
Съёмки велись в Ростове-на-Дону, Англии, Германии и на Лазурном берегу. Сериал стал уже второй экранизацией работ Данила Корецкого, первой был фильм «Антикиллер».

## Содержание серий

### Первая серия
Осень 1998 года. В провинциальном городе Тиходонске живёт странный человек Сергей Лапин. 35-летний мужчина, не так давно покинувший психлечебницу, находится на иждивении у своей сожительницы, рыночной торговки Тони. Но даже она не знает, кем был Сергей до больницы. Как ни парадоксально, об этом не знает и сам Лапин. Лишь иногда туманное прошлое напоминает о себе ночными кошмарами и странными, неподконтрольными ему поступками — например, в очередной раз получив отказ на просьбу выдать зарплату, обычно покорный и нерешительный Лапин чуть не удавил кабелем задолжавшего ему начальника цеха. Однажды на улице Сергея сбивает автомобиль руководителя технической службы местного банка, и это событие становится поворотным в жизни Лапина. Во время беседы с пострадавшим сотрудники банка с удивлением обнаруживают у него недюжинные знания в области новейших охранных систем. Сергея решают взять на испытательный срок. Получив свой первый аванс, Лапин снова шокирует окружающих. На все деньги Сергей покупает дорогую и стильную одежду для себя, изысканные деликатесы к ужину и прекрасную орхидею для своей грубоватой сожительницы.

### Вторая серия
Высокие результаты тестирования Лапина настораживают службу безопасности банка. Этот человек мог бы стать кем угодно, настолько он талантлив. Точку ставит полиграф: испытуемый определённо имеет опыт иной, тщательно скрываемой жизни. Именно по этой причине Сергею решительно отказывают в работе. Но это — только начало его бедствий. За ним начинается настоящая охота. Именно Лапина, по стечению обстоятельств, подозревают одновременно, хотя и по разным поводам, сразу три стороны: служба безопасности банка, где Лапина считают шпионом крупного бизнесмена и опасного конкурента Тахирова, «речпортовские» бандиты, а также ребята Мелешина, того самого начальника цеха, который желает отомстить за то, что Лапин силой отнял у него зажатую зарплату. Лапин посещает детский дом, где он вырос. Но и там Сергей не находит ответа на вопрос, кто же он на самом деле. Хотя это путешествие в прошлое оказывается не совсем безрезультатным. Там он узнаёт, что в личном деле воспитанника Серёжи Лапина имелось письмо министра, на его счёт давались особые инструкции. Все годы его навещал «Алексей Иванович», сотрудник КГБ.

### Третья серия
Служба безопасности банка собирает на Лапина обескураживающее досье. Анализ его ответов, полученных через детектор лжи, показывает, что бедный провинциал объездил полсвета и был связан с органами государственной безопасности. Возникает версия о блокаде памяти, которая подтверждается и сведениями из психиатрической больницы, где лежал Сергей. Он попал в лечебницу якобы с потерей памяти после аварии, но никаких травм у Лапина врачи не обнаружили, зато нашли следы пулевых ранений. В ресторане, где Сергея кормит в подсобке знакомый официант, Тахир и его люди подвергаются нападению боевиков конкурирующего Юмашева. Услышав выстрелы, Лапин выбегает в зал, где молниеносно убивает одного из нападавших и целится в другого.

### Четвёртая серия
В ресторане, где произошла перестрелка, работает милиция. Согласно показаниям официантов, Лапин сбежал, подобрав с пола пачку денег. Они предназначались погибшему майору ГУВД Шипулину, который работал на Тахира. Генерал Крамской распоряжается показать по ТВ фотографию Лапина и сообщить, что он — особо опасный преступник, которого разыскивает милиция. Правоохранительные органы вводят план-перехват под названием «Кольцо». Лапин подходит к чебуречной. Дверь заперта, чего не должно быть в такое время. Заподозрив неладное, он проникает внутрь через подвальное помещение и находит всех участников недавнего застолья мёртвыми. Позвонив из телефонной будки в милицию и сообщив о случившемся, Лапин едет в порт и нанимает катер.

### Пятая серия
Лапину часто снится один и тот же сон — боевые действия в условиях экстремальной опасности. Но это всего лишь тренажёр виртуальной реальности, на котором готовят агентов-профи. Только вот откуда этот опыт? Загадка собственной личности волнует Лапина гораздо больше, чем крутые переплёты, в которые он постоянно попадает. Сергей решает непременно снять блокировку с собственной памяти. И в этом он надеется на помощь профессора Брониславского. Лапин едет в Москву, отыскивает по косвенным приметам свой дом, находит там несколько паспортов на разные имена со своей фотографией, после чего звонит дяде Лёше — человеку, который все годы навещал его в детдоме.

### Шестая серия
От дяди Лёши Лапин узнаёт долгожданную правду о себе самом и своих родителях. Его настоящее имя — Максим. Его родители — первоклассные разведчики-нелегалы. Они завербовали в Англии немало нужных людей, но прикрыв собою в момент опасности ценного агента, сели в тюрьму на 30 лет. Их 5-летнего сына Веретнев вывез в СССР диппочтой. Куракин знает о том, что ключи к сознанию Лапина — в руках профессора Брониславского. Поэтому он вызывает Брониславского в Москву и велит готовиться к операции разблокировки. Максу и Веретневу удаётся перехватить профессора, и операция происходит на квартире у дяди Лёши. Очнувшись, Макс немедленно отправляется домой, где извлекает из-под кафеля в ванной заветный чемоданчик, а также специальную авторучку — смертоносное оружие разведчика. На улице его со всех сторон окружает группа Куракина. Сам Куракин выхватывает из рук бывшего курьера чемоданчик, быстро садится с ним в машину и… всё взлетает на воздух.

### Седьмая серия
На месте взрыва работает милиция и ФСБ. Майор Фокин докладывает руководству о титановом чемоданчике, изготовленном в своё время для целей Особой экспедиции ЦК КПСС. Заложенная в нём бомба была запрограммирована на открывание. Тем временем на рынке бомж, нашедший роковую ручку, продает её «даньщику» Савику, и тот, выпивая с ларёчником Глебом, случайно пробует на нём убойную силу ручки. Глеб оказывается первой жертвой из будущего списка Савика, решившего стать киллером. Лапин встречается с Марией — женщиной, которую он любил в «прошлой» жизни.

### Восьмая серия
У Атаманова появилась ещё одна причина, чтобы искать Макса: в кабинете своего покойного шефа, Куракина, он находит расписку Лапина о получении под отчёт бриллиантов на сумму три миллиарда долларов. Макс с Веретневым приходят к выводу, что чемоданчик с настоящими бриллиантами должен находиться у Евсеева, ответственного работника ЦК. Именно он отправлял Макса в последний рейс и вручал ему подложный чемоданчик со взрывчаткой. Подходит срок освобождения из тюрьмы супругов Томпсонов — родителей Макса.

### Девятая серия
Макс получает предложение о возобновлении разведработы и отвечает на него согласием, после чего он сразу отправляется в Лондон, чтобы навестить родителей. В регистратуре лондонской тюрьмы Скрабс Лапин случайно знакомится с русской девушкой, которая пришла к своему брату. Эта встреча окажется роковой для них обоих. В Москве начальнику службы внешней разведки докладывают: наблюдение показало, что за некоторое время до свидания Макса с родителями в ворота тюрьмы въехал «Ситроен» и выехал оттуда уже после встречи. Войдя в компьютерную сеть аэропорта, разведчики находят список пассажиров, прилетевших в столицу Великобритании и вылетевших из Лондона в день свидания. Наибольшие подозрения у них вызывает некий Ричард Пиркс, проживающий в Ницце. Именно там, в Ницце, видели человека, очень похожего на Томпсона.

### Десятая серия
Генерал благодарит Макса за выполнение ответственного задания. К этому моменту ему уже окончательно известно, что отец Лапина, он же мистер Томпсон, ещё и перевербованный агент Ричард Пиркс. Фокина знакомят с человеком, представляющим силы, которые противостоят Консорциуму. Ему нужны доказательства того, что Консорциум, разворовавший кредиты МВФ, теперь препятствует вхождению России в ВТО. Все виновные должны понести наказание. И вот арестован ряд руководителей Консорциума. Но срок заключения Атаманова под стражу истекает: надо либо предъявлять обвинение, либо освобождать. Фокин решает обратиться к Максу. Ведь у Атаманова при аресте была обнаружена расписка Лапина о получении бриллиантов. Она объясняет многочисленные нападения на Макса, санкционированные, естественно, Атамановым. Макс согласен на очную ставку с ним. Внешняя разведка поручает Максу новое задание. Вступление России в ВТО во многом зависит от Линдсея Джонсона, а его воспитатель и близкий друг — лорд Колдуэлл — тот самый агент Бен, который остался на воле благодаря самопожертвованию родителей Лапина. Сэр Джонсон, по мнению разведки, должен с особым доверием отнестись к доводам сына Томпсонов.

### Одиннадцатая серия
Фокин получает в свои руки настоящую «бомбу»: один известный олигарх предоставляет ему документальные доказательства преступных махинаций Консорциума. Фокин решает доставить компромат в администрацию МВФ через Карданова-Лапина. В Лондоне Макс вручает мистеру Джонсону папку с документами. Оба сходятся на том, что чёрная дыра, в которую утекают из России западные кредиты, должна быть закрыта. В доказательство того, что он не преследует личные интересы, а работает на государство, Макс предлагает Джонсону произнести любую фразу, и завтра же она прозвучит в вечерних новостях российского государственного телеканала. Всё происходит именно так, как и обещал Макс. Задание выполнено. Осталось лишь разделаться с Евсеевым и заполучить «бриллиантовый клад». И это непростое предприятие друзьям удаётся осуществить успешно. Теперь они — миллиардеры.

### Двенадцатая серия
Лапин и его соратники спешно собираются улетать в Россию. Но в аэропорту Макс обнаруживает потерю паспорта и это вынуждает его задержаться в Ницце. А наутро все газеты выходят с фотороботами «русских налётчиков», убивших Евсеева, который жил здесь под именем добропорядочного местного предпринимателя. Макс снова вынужден скрываться. Оказавшись в баре и попросив у русской проститутки пристанища, он попадает в новую переделку, и сутенёрам девицы удаётся его ранить. Он решает попросить о помощи у работников первого попавшегося на пути кафе, не подозревая, что его владелец — Ричард Пиркс. В Москве Макс с дядей Лёшей поминают своего друга, убитого во время перестрелки в Ницце. Веретнев в глубоком унынии. Макс, единственный оставшийся у него близкий, должен создать семью и начать новую жизнь. А он всего лишь осколок прошлого, которому нет места в современном мире. Когда Лапин уходит, до его слуха доносится глухой выстрел.
Консорциуму почти пришёл конец. Его счета в западных банках заморожены. На Макса уже сделан заказ: киллером должен стать Савик, превратившийся в суперзвезду убойного промысла. Но Фокин успевает предупредить Макса о готовящемся покушении. Лапин понимает, что в дело пущена его авторучка, а потому берёт с собой «нейтрализатор»: один щелчок специальной зажигалкой, и ручка взрывается прямо за пазухой у Савика. Фокин получает приказ немедленно арестовать Карданова. Но он, поставив крест на своей карьере, вновь спасает Макса, предупредив его о том, что группа захвата уже выехала и с минуты на минуту будет у него. Спасаясь от погони, гражданин Великобритании Макс Карданов укрывается в английском посольстве, где он недосягаем. Понимая, что в России ему всё равно нет жизни, Макс улетает в Лондон. Там он встречает ту самую девушку, с которой познакомился в тюремной регистратуре. Через некоторое время делает ей предложение. А спустя несколько лет везёт показать миссис Томпсон внука.

## В ролях
- Александр Дедюшко — Сергей Лапин / Макс Карданов / Майкл Томпсон / двойник Прутков-киллер (убит Кардановым в 3 серии)
- Игорь Волков — Фокин, майор, позже подполковник ФСБ (арестован в 12 серии) (7 — 12 серии)
- Владимир Епископосян — Сурен, лидер армянской группировки (убит людьми Тахира в 4 серии)(1,4 серии)
- Лев Прыгунов — Веретнёв Алексей Иванович, полковник КГБ в отставке (застрелился в 12 серии)(6 — 12 серии)
- Александр Тютин — Смольский, авторитет
- Алиса Признякова — Маша, подруга Карданова(5 — 12 серии)
- Анатолий Котенёв — Владимир Савченко, он же «Спец», майор КГБ в отставке (застрелен Ринатом во время перестрелки в Ницце в 12 серии) (5-12 серии)
- Анатолий Журавлёв — Станислав Яскевич, майор
- Владимир Конкин — Тимохин, начальник службы безопасности в «Тихдонбанке» (взорвался в 6 серии)
- Николай Кочегаров — Куракин (Михеев) Михаил Анатольевич, бывший сотрудник КГБ, шеф «Консорциума» (озвучивание Рогволд Суховерко) (взорвался в 6 серии)
- Аристарх Ливанов — Владимир Николаевич Юмашев, глава «Тихдонбанка» (отравлен Куракиным в 6 серии)
- Вячеслав Молоков — ответственный за техническую безопасность «Тихдонбанка» Павел Павлович Терещенко (умер от обширного инфаркта во 2 серии)
- Владимир Ерёмин — Василий Иванович Ходаков, бывший сотрудник КГБ, курирующий психбольницу, ныне работник «Тихдонбанка» (взорвался в 6 серии)
- Валентин Смирнитский — Золотарёв, генерал
- Лев Дуров — профессор Сергей Фёдорович Брониславский
- Владимир Стержаков — Локтионов (убит Савелием в 11 серии)
- Виктор Соловьёв — врач (7 серия)
- Владимир Бадов — «Нервный»
- Леонид Кулагин — мистер Томпсон / Ричард Пиркс / Виталий Карданов, отец Карданова (убит в 12 серии)
- Александр Белявский —  Леонид Васильевич Евсеев (6, 11 серия)
- Карен Аванесян — Рубен Саркисян (убит людьми Тахира в 4 серии)
- Михаил Богдасаров — Ашот, официант в «Маленьком Париже» (1-4 серии)
- Сергей Астахов — Ринат Шалибов (застрелен Кардановым в 12 серии)
- Виктор Вержбицкий — Бачурин, помощник Куракина (взорвался в 6 серии)
- Ольга Прохватыло — Антонина Крылова, сожительница Лапина
- Елена Захарова — Екатерина
- Вероника Изотова — мать Макса
- Константин Котляров — Савелий (Савик), киллер (убит Кардановым в 12 серии)
- Игорь Гузун — Татарин, он же Николай Татаринцев (умер от рук Фокина в 8 серии) (7-8 серии)
- Алёна Яковлева — Зоя Васильевна Белова, врач
- Михаил Бушнов — Леонид Порфирьевич, главврач
- Елена Дробышева — Наталья, жена Фокина
- Игорь Копченко — Арцыбашев (озвучивание Юрий Саранцев)
- Руслан Наурбиев — Тахир, он же Эльхан Тахиров, азербайджанский бизнесмен (застрелен по заказу «Тихдонбанка» в 3 серии)
- Иван Кононов — Лизутин
- Юрий Добринский — Крамской
- Эдуард Флёров — Сверкунов, капитан ФСБ